# Пчелица (часопис)
Пчелица: поучно - забавни листић за старо и младо је био часопис који је излазио од 1893. до 1894. у Новом Саду. Накратко је обновљен 1910. године и тада је излазио у Сремским Карловцима.

## Историјат
Власник, уредник и издавач часописа био је учитељ и педагог Димитрије Мита Нешковић. Излазио је сваког 15. дана у месецу. Лист је престао да излази услед малог броја претплатника. У њему су сарађивали: Ђорђе Натошевић, Јован Јовановић Змај, Јаков Игњатовић, Владислав Каћански, Јанко Веселиновић и др. Штампан је у „Штампарији Српске књижаре Браће М. Поповића”, а од броја 10 (1893) у „Српској манастирској штампарији”.
Обновљен је 1910. године. Власник, уредник и издавач нове Пчелице био је Васа Витојевић. Штампана је у „Српској манастирској штампарији”.